# Braeriach
Der Braeriach (schottisch-gälisch Bràigh Riabhach/Am Bràigh Riabhach) ist mit 1296 m der dritthöchste Berg Schottlands und Großbritanniens, höher sind nur der Ben Nevis und der Ben Macdui. Er markiert die Grenze zwischen den Council Areas Aberdeenshire und Highland. Sein Name bedeutet „Gestreifter/Gemusterter Hang“.

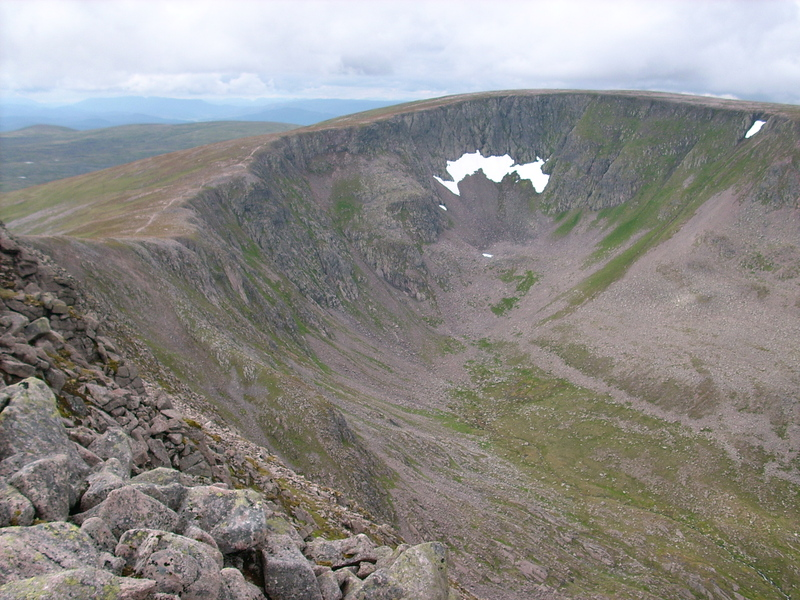
Das Schneefeld am Braeriach am 8. August 2008.

## Beschreibung
Der Gipfel ist der höchste Punkt im westlichen Massiv der Cairngorms, getrennt von deren Zentralteil mit Ben Macdui und Cairn Gorm durch den Lairig Ghru Pass. Der Gipfel ist sichelförmig mit mehreren amphitheaterähnlichen Karen. Auf dem Gipfelplateau, etwa einen Kilometer westlich des Hauptgipfels, entspringt der Fluss Dee auf einer Höhe von rund 1220 m.
Das nach Norden gelegene Kar von Garbh Coire Mor war in den letzten 100 Jahren nur in wenigen Jahren vollständig schneefrei: 1933, 1959, 1996, 2003, 2006, 2017, 2018, 2021 und 2022. Die hier liegenden Schneefelder the Sphinx und the Pinnacles sind die dauerhaftesten Firnfelder in Schottland. Seit der Jahrtausendwende zeigte sich häufiger ein vollständiges Schmelzen der Schneefelder, was mit der globalen Erwärmung in Verbindung gebracht wurde.

## Tourismus
Die Normalroute auf den Braeriach beginnt am Sugar Bowl Parkplatz an der Straße ins Cairn Gorm Skigebiet. Ein Steig führt über die Bergflanke hinauf zum Chalamain Gap, einer steilwandigen Scharte, und von dort etwa 100 m hinab zum Lairig Ghru. Nach Querung des Passes folgt der Gipfelanstieg über den Nordgrat des Braeriach, wobei der Nebengipfel Sròn na Lairige überschritten wird. Der Gipfel ist etwa neun Kilometer vom Parkplatz entfernt.